# Nagrada Rinus Michels
Nagrada Rinus Michels je godišnja nagrada koju dodjeljuje Nizozemski nogometni savez. Podupire ju službeni savez nogometnih trenera ("Coaches Betaald Voetbal"). Nagrada nosi ime po nizozemskom nogometnom treneru Rinusu Michelsu koje je svjetska nogometna organizacija FIFA proglasila trenerom stoljeća 1999. godine.

## Kategorije
- trener godine u profesionalnom nogometu
- trener godine u amaterskom nogometu
- akademije za mladež godine u profesionalnom nogometu
- akademije za mladež godine u amaterskom nogometu
- sveopća nagrada

## Treneri godine u profesionalnom nogometu (Eredivisie)
- Co Adriaanse (2004.)[2]
- Guus Hiddink (2005.)[3]
- Guus Hiddink (2006.)[3]
- Louis van Gaal (2007.)[4]
- Fred Rutten (2008.)[5]
- Louis van Gaal (2009.)[6]
- Steve McClaren (2010.)[7]
- Michel Preud'homme (2011.)[8]
- Ronald Koeman (2012.)
- Frank de Boer (2013.)[9]
- Frank de Boer (2014.)[10]
- Phillip Cocu (2015.)[11]
- Erik ten Hag (2016.)[12]
- Peter Bosz (2017.)

## Treneri godine u profesionalnom nogometu (Eerste divisie)
- Maurice Steijn (2017.)

## Treneri godine u amaterskom nogometu
- Gert Aandewiel (2004.)
- Jan Zoutman (2005.)
- Jack van den Berg (2006.)
- Michel Jansen (2007.)
- Hans van Arum (2008.)
- Henk de Jong (2009.)
- Dennis Demmers (2010.)
- Peter Wesselink (2011.)[8]
- Eric Meijers (2012.)
- Marcel Groninger (2013.)
- Simon Ouaali (2014.)
- Adrie Poldervaart (2015.)
- Wilfred van Leeuwen (2016.)
- Jan van Raalte (2017.)

## Akademija za mladež godine u profesionalnom nogometu
- AFC Ajax (2004.)
- AFC Ajax (2005.)
- AFC Ajax (2006.)
- PSV (2007.)
- FC Twente (2008.)
- De Graafschap (2009.)
- De Graafschap (2010.)
- Feyenoord (2011.)[8]
- Feyenoord (2012.)
- Feyenoord (2013.)
- Feyenoord (2014.)
- AZ (2015.)
- AZ (2016.)
- AFC Ajax (2017.)

## Akademija za mladež godine uamaterskomnogometu
- Rohda Raalte (2004.)
- Alphense Boys (2005.)
- AFC (2006.)
- Quick '20 (2007.)
- Olde Veste '54 (2008.)
- SC Jekerdal (2009.)
- Flevo Boys (2010.)
- SV Ouderkerk (2011.)[8]
- HHC Hardenberg (2012.)
- VV De Meern (2013.)
- Koninklijke HFC (2014.)
- DVS '33 (2015.)
- Be Quick 1887 (2016.)
- Excelsior Maassluis (2017.)

## Nagrada za životni doprinos
Ovi treneri su dobili nagradu za njihov doprinos nogometu kroz cijelu karijeru (Oeuvreprijs):
- Kees Rijvers (2004.)[2]
- Piet de Visser (2005.)[13]
- Wiel Coerver (2008.)[14]
- Foppe de Haan (2009.)[6]
- Leo Beenhakker (2010.)[7]
- Louis van Gaal (2013.)[9]
- Guus Hiddink (2015.)[11]
- Johan Cruyff (2016.)[12]
- Co Adriaanse (2017.)

## Vanjske poveznice
- Website van het jaarlijkse trainerscongres  Arhivirana inačica izvorne stranice od 5. srpnja 2017. (Wayback Machine) (niz.)
- Website van vakblad De Voetbaltrainer (niz.)
- Website van belangenvereniging CBV voor gediplomeerd coaches en trainers (niz.)